# قاعة مشاهير كرة المضرب الدولية
قاعة مشاهير كرة المضرب الدولية هي منظمة غير ربحية تهدف إلى الحفاظ على رياضة التنس والاحتفال بها وإلهامها في جميع أنحاء العالم، تقع في نيوبورت في رود آيلاند بالولايات المتحدة. تُكرم كلا من اللاعبين والمساهمين الآخرين في رياضة كرة المضرب. يشتمل المجمع على متحف وملاعب تنس عشبية ومرفق تنس داخلي وملعب تنس.

## معرض صور

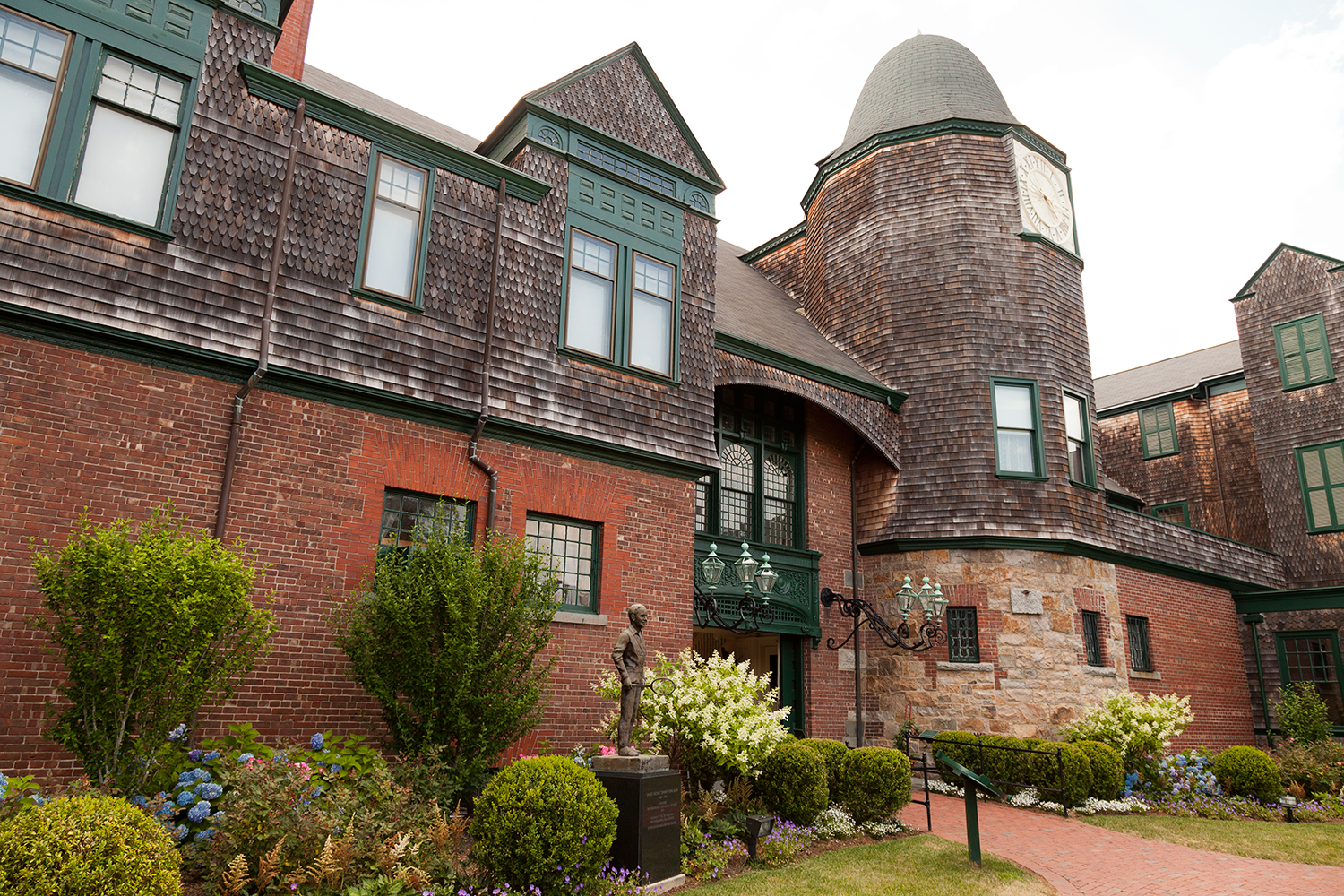
الفناء الداخلي
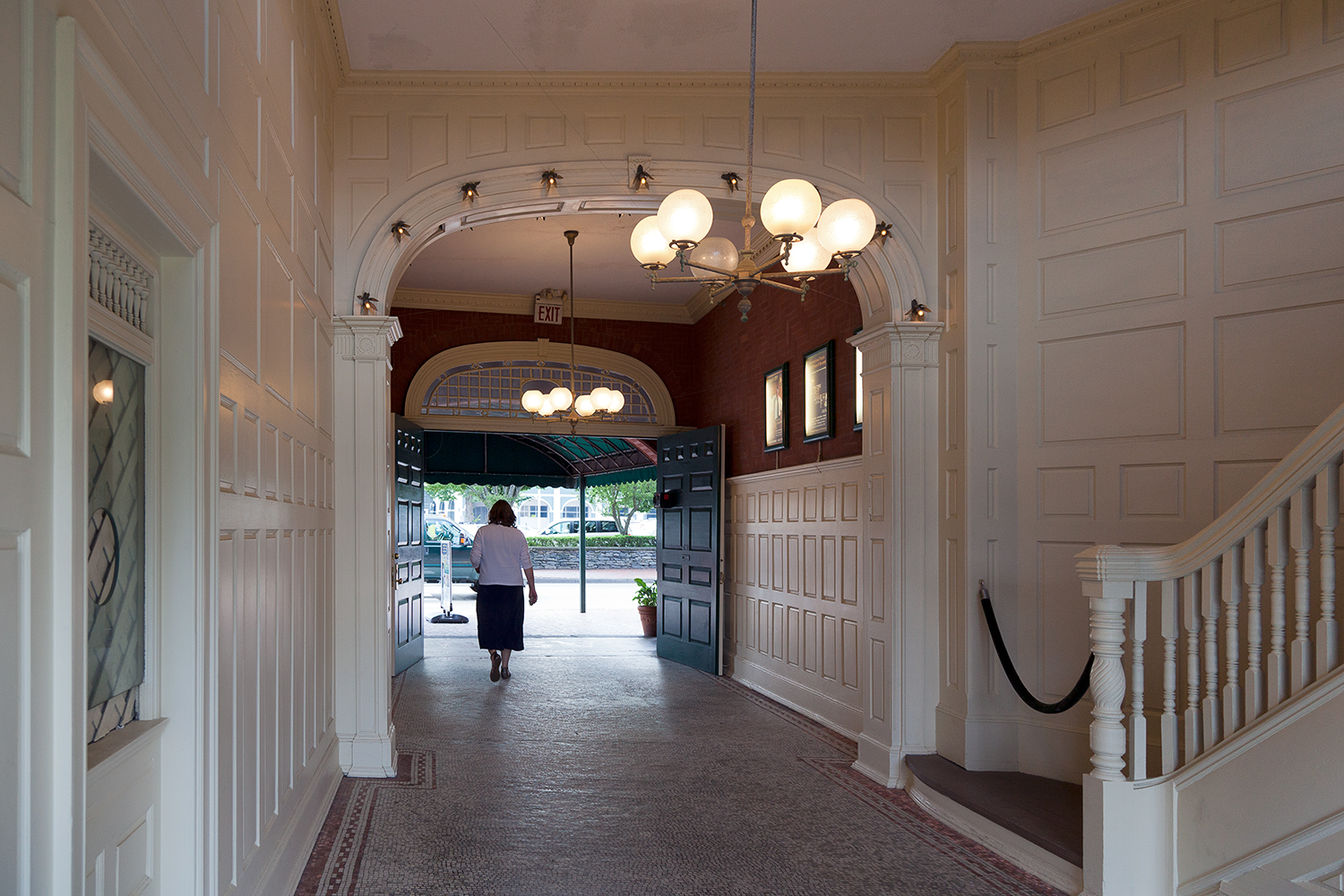
المدخل الداخلي من شارع بلفيو